# Dziurawa Baszta

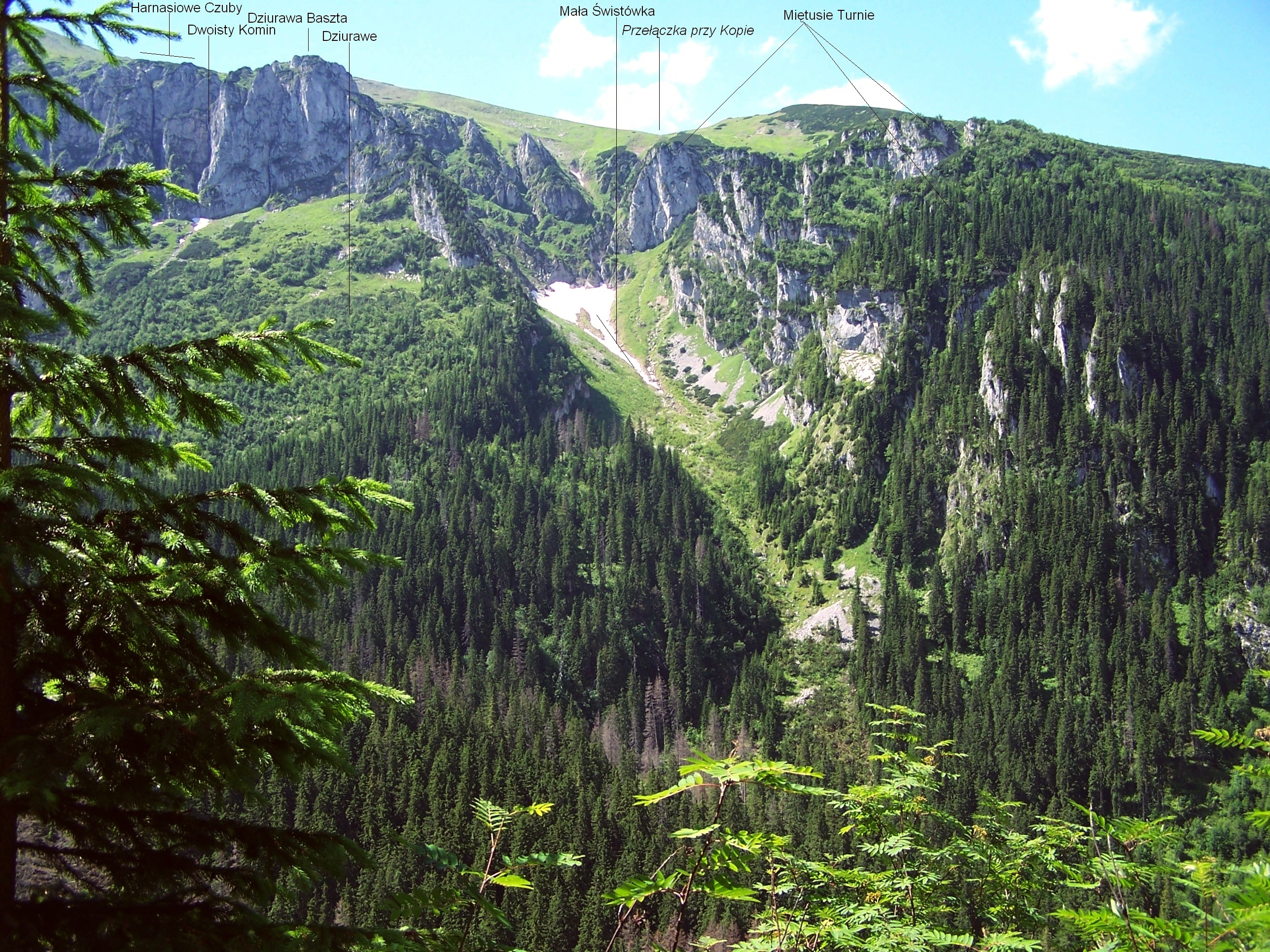
Widok ze szlaku przez Kobylarzowy Żleb

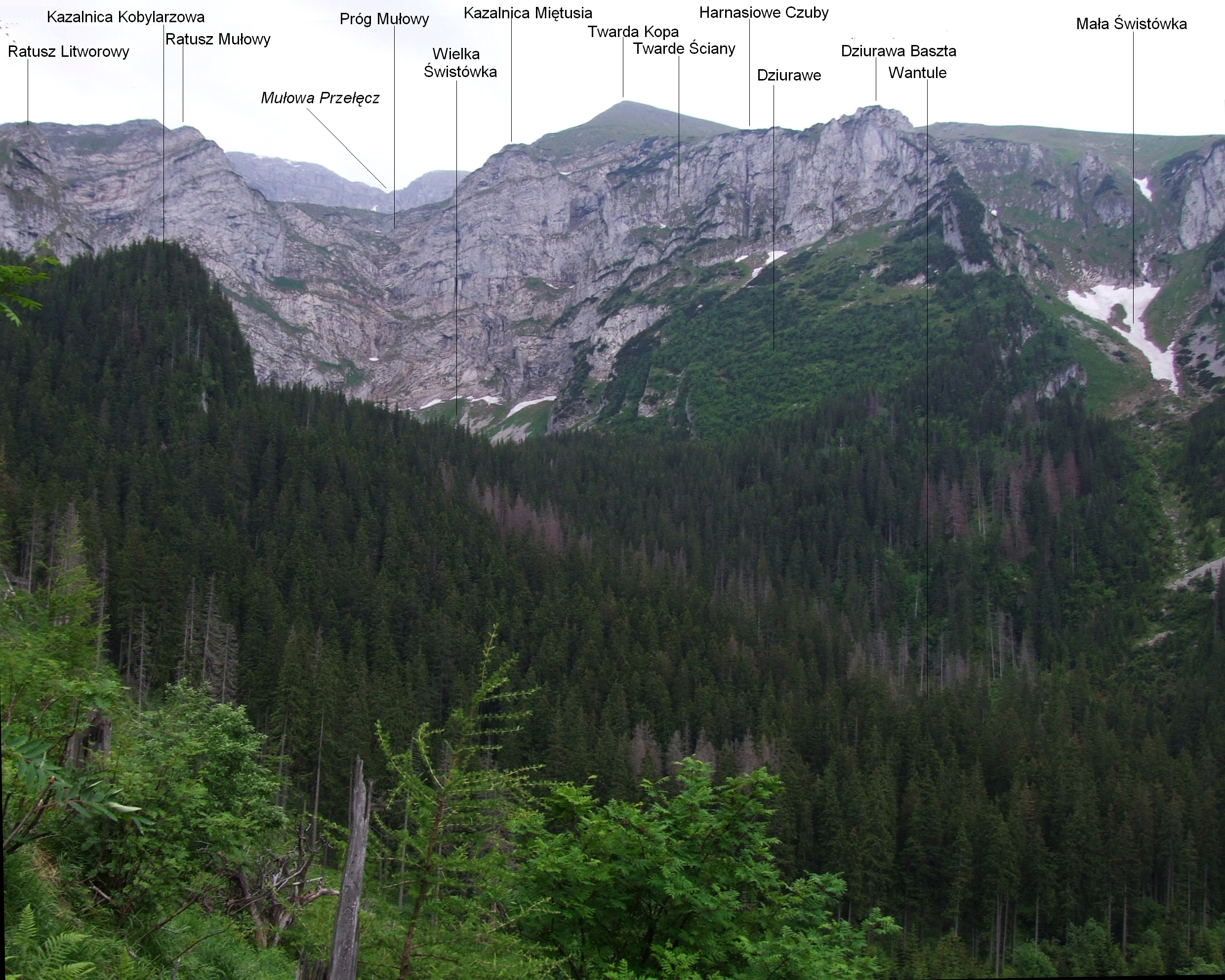
Widok ze szlaku przez Kobylarzowy Żleb

Dziurawa Baszta (ok. 1760 m) – północno-zachodnie zakończenie ścian Twardej Galerii w polskich Tatrach Zachodnich. Takiej nazwy używa Władysław Cywiński w 3. tomie przewodnika Tatry. Wielka encyklopedia tatrzańska używa nazwy Dziurawe Baszty (w liczbie mnogiej).
Dziurawa Baszta wznosi się nad Wantulami, ale nie bezpośrednio, gdyż pomiędzy jej podnóżem a Wantulami znajduje się jeszcze strome zbocze Dziurawego. Północno-wschodnia ściana Dziurawej Baszty wznosi się nad Dziurawem około 170 m, zaś nad dnem Wantul około 390 m. W północnym kierunku od Dziurawej Baszty odbiega grzęda oddzielająca Dziurawe od Małej Świstówki.
Oglądana z góry (z Twardego Grzbietu) Dziurawa Baszta to tylko kawałek łąki, niczym nie wyróżniający się od sąsiednich obszarów Twardego Upłazu. Natomiast oglądana z dołu (z Dziurawego), wygląda jak trapezowata turnia o pionowych niemal ścianach. Z lewej strony oddzielona jest od Harnasiowych Czub wybitnym Dwoistym Kominem (jego prawą odnogą), z prawej natomiast również wybitnym filarem. Do Małej Świstówki opada znacznie łagodniej trawiastymi (głównie) urwiskami i można stąd dość łatwo (trudności I stopnia) wejść na Dziurawą Basztę częściowo trawiastą, a częściowo skalistą depresją. Cała ściana przecięta jest w środkowej części dużym kominem (bez nazwy). Najbardziej stroma jest lewa część ściany, pomiędzy tym kominem a Dwoistym Kominem. Znajduje się tutaj lita i niemal pionowa płyta o wysokości około 110 m. W środkowej części ściany, na prawo od komina, znajduje się natomiast most skalny. Jedyna droga wspinaczkowa w północno-wschodniej ścianie Dziurawej Baszty prowadzi po prawej stronie przecinającego ją komina. Po raz pierwszy przeszli nią w zimie Andrzej Kurowski i Stefan Stefański 13 grudnia 1993. Przejścia letniego brak. Obecnie jednak są to zamknięte dla taterników obszary ochrony ścisłej Tatrzańskiego Parku Narodowego (obszar ochrony ścisłej Wantule Wyżnia Mała Łąka). Dyrekcja parku zezwala na dostęp w ten rejon tylko grotołazom i to z licznymi ograniczeniami.
W prawej dolnej części ściany Dziurawej Baszty znajduje się otwór jaskini Dziura nad Studnią. Jej nazwa nawiązuje do jaskini Studnia w Dziurawem, znajdującej się kilkadziesiąt metrów poniżej podnóża Dziurawej Baszty.